# Fußballnationalmannschaft der DDR (U-18-Junioren)
Die U-18-Fußballnationalmannschaft der DDR war eine Auswahlmannschaft von Fußballspielern aus der DDR. Sie gehörte als ältere Juniorenauswahl zum Deutschen Fußball-Verband und repräsentierte diesen international auf U-18-Ebene. Neben Freundschaftsspielen gegen die Auswahlmannschaften anderer nationaler Verbände trat die Auswahl beim UEFA-Juniorenturnier und später den U-18-Europameisterschaften sowie ab 1967 beim jährlichen Fußballturnier der Jugendwettkämpfe der Freundschaft an. Das Team konnte sowohl das UEFA-Juniorenturnier (1965 und 1970) als auch – in diesem Sonderfall als U-19 antretend – die Junioren-EM (1986) gewinnen.

## Firmierung
Bis Mitte der 1980er-Jahre war für die Mannschaft die Bezeichnung „Juniorennationalmannschaft“ üblich. Im Zuge eines sukzessiven Ausbaus der Strukturen, der mit der Etablierung weiterer Auswahlteams einherging, wurde auch bei den Junioren verstärkt zwischen einer U-18- und einer U-17-Vertretung unterschieden, wobei letztere auch den Beinamen jüngere Juniorenauswahl trug. Die bereits seit längerem agierenden U-16 und die später hinzugekommenen U-15 wurden nicht unter der Rubrik Junioren geführt, sondern firmierten vor dem Mauerfall im DFV-Verbandsorgan fuwo – Die neue Fußballwoche in der Regel als ältere und jüngere Jugendauswahl.

## Premiere
Nach der Aufnahme der DDR als vollwertiges Mitglied der FIFA am 24. Juli 1952 bestritt die Juniorennationalmannschaft im Rahmen des Internationalen Jugendturniers der FIFA in der Bundesrepublik ihre Länderspielpremiere. Dabei gelang gegen das Pendant aus Frankreich vor 8.000 Zuschauern in der Kampfbahn Klingerhuf der erste Erfolg:
| 11. April 1954 UEFA-Juniorenturnier Vorrunde DDR – Frankreich 3:1 in Neukirchen-Vluyn. |
| --- |
| DDR: Heinz Marciniak – Peter Kalinke, Karl-Heinz Brandt, Seeland – Manfred Hansen, Hilmar Ahnert – Friedrich Schwerdtfeger, Siegfried Otto, Günter Niewand, Horst Kohle, Rudolf Gebhardt. Tore: Niewand (3). |

Bis April 1954 wurde das Juniorenturnier noch vom Weltfußballverband FIFA organisiert, ab 1955 übernahm die im Juni 1954 gegründete UEFA die Regie. Die DDR-Junioren trafen so bei ihrer Premiere in Westdeutschland auch auf die Auswahl Argentiniens (0:2). Nach Abschluss ihrer fünf Spiele (zwei Siege, ein Remis und zwei Niederlagen) belegte die ostdeutsche Elf, die von Gerhard Bönig und Fritz Belger betreut wurde, unter 18 Nationen den 7. Rang.

## UEFA-Juniorenturnier
Zwischen 1954, dem Debüt einer Juniorenauswahl in diesem Wettbewerb, und 1980, als das Land Gastgeber des Turniers war, nahm die DDR an 18 UEFA-Juniorenturnieren teil.
Laut DDR-Medien wurden der Auswahl bereits die Teilnahmen 1955 und 1961 sowie 1963 aufgrund eines NATO-Beschlusses verweigert. Zum vierten und letzten Mal passierte dies 1964, als das Allied Travel Office der NATO den ostdeutschen Fußballern erneut keine Reisevisa, dieses Mal für die Ausgabe in den Niederlanden, ausstellte.

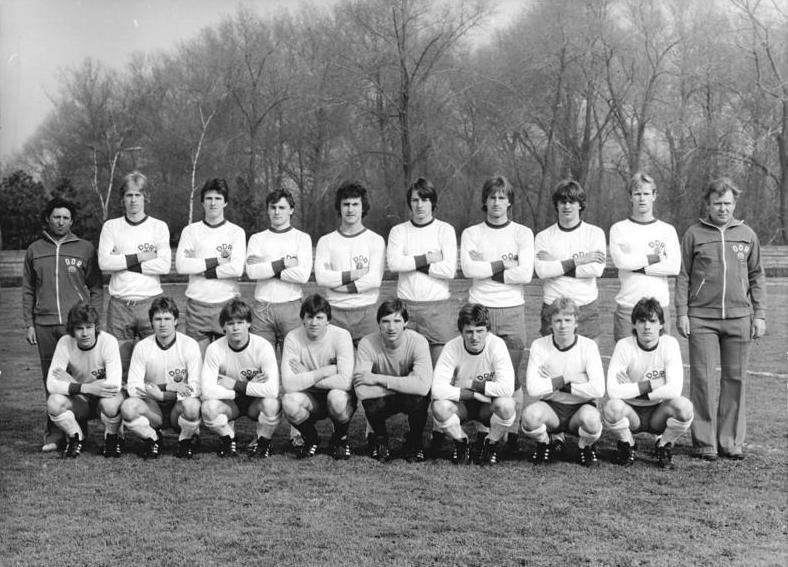
DDR-U-18-Aufgebot für das Turnier im eigenen Land im Frühjahr 1980

In den Turnierqualifikationen scheiterte die Juniorenauswahl im Jahr 1972 sowie von 1976 bis 1979 viermal in Folge. 1980, bei der letzten Austragung dieses Turniers, war die Auswahl als Gastgeber wieder teilnahmeberechtigt, aber das Team scheiterte vor heimischen Publikum bereits in der Vorrunde.
Das UEFA-Juniorenturnier gewann die DDR-Auswahl 1965 und 1970 in den folgenden Besetzungen:
| 25. April 1965 UEFA-Juniorenturnier Finale DDR – England 3:2 in Essen. |
| --- |
| DDR: Jürgen Croy – Frank-Rainer Withulz, Peter Sykora, Volker Benes – Peter Müller, Roland Krauß – Rainer Schlutter, Hans-Jürgen Kreische, Jürgen Sparwasser, Klaus-Peter Stein, Roland Nowotny. Tore: Sparwasser, Nowotny, Kreische. |

| 25. Mai 1970 UEFA-Juniorenturnier Finale DDR – Niederlande 1:1 nach Verlängerung in Glasgow (Losentscheid für DDR). |
| --- |
| DDR: Bernd Jakubowski – Albert Krebs – Detlef Enge, Konrad Weise, Wolfgang Filohn – Gerd Kische, Jürgen Pommerenke, Frank Richter, Joachim Fritsche, Reinhard Häfner – Klaus Decker (Rainer Rohde), Joachim Müller. Tor: Decker. |

### Teilnahme an UEFA-Juniorenturnieren
| 1948 | keine Teilnahme       |
| 1949 | keine Teilnahme       |
| 1950 | keine Teilnahme       |
| 1951 | keine Teilnahme       |
| 1952 | keine Teilnahme       |
| 1953 | keine Teilnahme       |
| 1954 | 7. Platz              |
| 1955 | Einreiserverweigerung |
| 1956 | Vorrunde              |
| 1957 | Vorrunde              |
| 1958 | Vorrunde              |
| 1959 | 4. Platz              |
| 1960 | Vorrunde              |
| 1961 | Einreiserverweigerung |
| 1962 | Vorrunde              |
| 1963 | Einreiserverweigerung |
| 1964 | Einreiserverweigerung |
| 1965 | Sieger                |
| 1966 | Vorrunde              |
| 1967 | Vorrunde              |
| 1968 | Vorrunde              |
| 1969 | Zweiter               |
| 1970 | Sieger                |
| 1971 | Dritter               |
| 1972 | nicht qualifiziert    |
| 1973 | Zweiter               |
| 1974 | Vorrunde              |
| 1975 | Vorrunde              |
| 1976 | nicht qualifiziert    |
| 1977 | nicht qualifiziert    |
| 1978 | nicht qualifiziert    |
| 1979 | nicht qualifiziert    |
| 1980 | Vorrunde              |

## U-18-Europameisterschaften
Zwischen 1984 und 1988 nahm die DDR an drei Endrunden der Junioreneuropameisterschaft teil. Bei den ersten drei Ausgaben dieses neuen Wettbewerbs hatten die ostdeutschen Fußballer den Einzug ins Finalturnier jeweils verpasst. Bei der Endrundenpremiere in der Sowjetunion war trotz Spielern wie Andreas Thom, Ulf Kirsten, Thomas Doll, Matthias Lindner, Heiko Bonan und Olaf Marschall bereits in der Vorrunde Endstation. Bei der letzten Wettbewerbsteilnahme konnte die Endrunde nicht erreicht werden, zuvor hatte die Auswahl jedoch zweimal Medaillen gewonnen.
1986 gelang der kurzzeitig als U-19 firmierenden Auswahl der EM-Titel mit folgender Aufstellung im Endspiel:
| 15. Oktober 1986 UEFA-Junioren-EM Finale DDR – Italien 3:1 in Subotica. |
| --- |
| DDR: Holger Hiemann – Karsten Neitzel – André Barylla, Thomas Ritter – Dirk Schuster, Jörg Prasse (89. Hendrik Herzog), Rico Steinmann, Marco Köller, Stefan Minkwitz – Axel Kruse (68. Uwe Jähnig), Matthias Sammer. Tore: Kruse, Sammer, Köller. |

### Teilnahme an U-18-Europameisterschaften
| 1981 | nicht qualifiziert |
| 1982 | keine Teilnahme    |
| 1983 | nicht qualifiziert |
| 1984 | Vorrunde           |
| 1986 | Sieger (als U-19)  |
| 1988 | Dritter            |
| 1990 | nicht qualifiziert |

Für die U18-EM 1992 wurde die DDR im Dezember 1989 in die Qualifikationsgruppe 3 mit Frankreich, Dänemark, Luxemburg und Portugal gelost. Im Zuge der deutschen Wiedervereinigung und der Eingliederung von DFV/NOFV in den DFB wurde das Team aus dem Wettbewerb zurückgezogen.

## Jugendwettkämpfe der Freundschaft
An den Fußballturnieren der Jugendwettkämpfe der Freundschaft, die von den Ostblockstaaten ab 1967 ausgetragen wurden, beteiligte sich die DDR-Juniorenauswahl bis 1989 21-mal. Nur 1974 und 1982 sowie wahrscheinlich auch bei der finalen Austragung 1990 verzichtete der DFV auf eine Teilnahme. Bei drei Ausgaben fungierte das Land als Gastgeber (1971, 1978 und 1989). Die Trainer nutzten in der Regel den im Sommer ausgetragenen, am Beginn einer neuen Saison stehende Wettbewerb, um neben dem Kampf um den Titel die ältere Juniorenauswahl auf das UEFA-Juniorenturnier und später auf die U-18-EM sowie die dafür notwendigen Qualifikationsspiele vorzubereiten.
Die DDR gewann unter Trainer Frank Engel den Wettbewerb 1983 mit den späteren A-Nationalspielern Andreas Thom, Matthias Lindner, Sven Köhler, Ulf Kirsten, Heiko Bonan und Olaf Marschall auf Kuba.
| 17. September 1983 Jugendwettkämpfe der Freundschaft, Finale: DDR – KDVR 1:1 n. V. Elfm.: 5:4 in Havanna. |
| --- |
| DDR: Detlef Hartmann – Frank Mappes – Udo Gobel, Torsten Wude, Udo Fankhänel – Matthias Lindner, Sven Köhler, Heiko Bonan – Ulf Kirsten (60. Lutz Wienhold), Andreas Thom (95. Sven Förster), Olaf Marschall. Tor: Lindner. |

Die Auswahl belegte viermal den 2. Platz. Zum letzten Mal erreichten die DDR-Junioren die Silbermedaille 1986 in Nordkorea – nach zwei Siegen gegen KDVR I und Bulgarien, drei Unentschieden gegen Ungarn, KDVR II und die CSSR sowie einer Niederlage gegen Polen.
| 28. Juli 1986 Jugendwettkämpfe der Freundschaft, Spiel 6: DDR – CSSR 0:0 in Pjöngjang. |
| --- |
| DDR: Ingo Saager – Matthias Maucksch – André Adler, Hendrik Herzog, Jens-Uwe Zöphel – Marco Köller, Ralf Hauptmann, Heiko Wick – Michael Schwarz (41. Heiko Nowak), Sven Baum (51. Andreas Machowski/71. René Tretschok), Rocco Milde. |

Bei der vermutlich finalen Teilnahme 1989, ausgetragen im Vorwendesommer im heimischen Bezirk Gera, traten die Ostdeutschen mit zwei Teams an: Während die Auswahl DDR II um Heiko Gerber Neunter (und damit Vorletzter) wurde, holte sich die Vertretung DDR I mit Angelo Vier, der im Spiel um Platz 3 nach seiner Einwechslung zweimal traf, und Sven Ratke die Bronzemedaille.

### Teilnahme an Jugendwettkämpfen der Freundschaft
| 1967 | 10. Platz                  |
| 1968 | 4. Platz                   |
| 1969 | 10. Platz                  |
| 1970 | 6. Platz                   |
| 1971 | Zweiter (DDR II: 6. Platz) |
| 1972 | 5. Platz                   |
| 1973 | 7. Platz                   |
| 1974 | keine Teilnahme            |
| 1975 | 5. Platz                   |
| 1976 | 8. Platz                   |
| 1977 | 4. Platz                   |
| 1978 | Zweiter                    |
| 1979 | 4. Platz                   |
| 1980 | Zweiter                    |
| 1981 | 7. Platz                   |
| 1982 | keine Teilnahme            |
| 1983 | Sieger                     |
| 1984 | 7. Platz                   |
| 1985 | Dritter                    |
| 1986 | Zweiter                    |
| 1987 | 6. Platz                   |
| 1988 | 9. Platz                   |
| 1989 | Dritter (DDR II: 9. Platz) |
| 1990 | noch zu recherchieren      |

## Fazit
Unter Einbeziehung einiger Partien der U-17-Auswahl, vor allem Mitte und Ende der 1980er-Jahre, bestritten die DDR-Junioren bis 1990 mehr als 500 Länderspiele. Die genaue Zahl der Länderspiele wurde von den tagesaktuellen Printmedien oder in später erschienen Buchpublikationen bisher noch nicht exakt ermittelt, da nicht über alle Partien en détail, also mit Aufstellungen, Torschützen oder auch Minuten für Treffer oder Auswechslungen berichtet wurde. Dies betrifft insbesondere auf die Spiele bei den Jugendwettkämpfen der Freundschaft, vor allem wenn sie in Übersee (Kuba, Nordkorea, Vietnam) stattfanden, und auf viele Begegnungen der jüngeren Juniorenauswahl zu. In später erschienen Werken, darunter Fußball informativ (1986) oder Fußball-Auswahlspieler der DDR. Das Lexikon. (2000) aus dem Sportverlag Berlin, wurden beispielsweise die Spiele bei den Jugendwettkämpfen der Freundschaft im Sommer 1967 – zwischen der Partie 99 (oder je nach Zählweise auch 98) beim UEFA-Juniorenturnier im Mai 1967 gegen Schweden und Match Nr. 100 (99) im September 1967 gegen Polen gelegen – unterschlagen, während im Fachblatt fuwo nach dem enttäuschend verlaufen JWdF-Turnier in Bulgarien (10. und damit letzter Platz) Hilmar Ahnert, Teilnehmer des 1954er-UEFA-Juniorenturniers und damit Mitglied der ostdeutschen Premierenelf, zum angeblich dort bereits absolvierten Jubiläum des 100. Länderspiels einer DDR-U-18 in Erinnerungen schwelgte.
Im Vergleich zu den oft als spärlich angesehenen Erfolgen der A-Auswahl, die nur einmal bei einer Weltmeisterschaft vertreten war und sich für keine EM-Endrunde qualifizieren konnte, gehörten die DDR-Junioren in einigen Jahrgängen zur europäischen Spitze. Die solide und zielgerichtete Ausbildung, insbesondere in den Fußballclubs bei gleichzeitiger Zugehörigkeit zu den Kinder- und Jugendsportschulen, sorgten für gehobenes internationales Niveau. Nach der Wiedervereinigung profitierten auch Bundesligavereine und die DFB-Vertretungen von den im Ostteil des Landes ausgebildeten Spitzenfußballern.

## Juniorennationalspieler
Zwischen 1954 und 1990 wurden etwa 1.100 Spieler in der Juniorenauswahl eingesetzt. Die meisten von ihnen spielten später in der DDR-Oberliga und einige schafften den Weg in die Nachwuchsvertretung, die Olympiaauswahl oder sogar die A-Nationalmannschaft. Gerd Weber von Dynamo Dresden ist mit 51 Einsätzen Rekordnationalspieler der DDR-Junioren. Detlef Helms führt mit 21 Treffern die Torschützenliste der Juniorennationalelf an.
| Rekordspieler der Juniorennationalmannschaft | Rekordspieler der Juniorennationalmannschaft | Rekordspieler der Juniorennationalmannschaft | Rekordspieler der Juniorennationalmannschaft |
| -------------------------------------------- | -------------------------------------------- | -------------------------------------------- | -------------------------------------------- |
| Spieler                                      | Club                                         | Einsätze                                     | Jahre                                        |
| Gerd Weber                                   | SG Dynamo Dresden                            | 51                                           | 1971–1974                                    |
| Jürgen Pommerenke                            | 1. FC Magdeburg                              | 44                                           | 1969–1971                                    |
| Andreas Rath                                 | BFC Dynamo                                   | 43                                           | 1979–1981                                    |
| Dieter Kühn                                  | 1. FC Lokomotive Leipzig                     | 40                                           | 1972–1974                                    |
| Detlef Helms                                 | 1. FC Union Berlin / BFC Dynamo              | 39                                           | 1977–1979                                    |
| Eckhard Kreutzer                             | FC Vorwärts Frankfurt                        | 38                                           | 1972–1974                                    |
| Matthias Liebers                             | 1. FC Lokomotive Leipzig                     | 36                                           | 1975–1977                                    |
| Detlef Enge                                  | 1. FC Magdeburg                              | 35                                           | 1967–1970                                    |
| Thomas Dennstedt                             | 1. FC Lokomotive Leipzig                     | 35                                           | 1975–1977                                    |
| Uwe Grüning                                  | 1. FC Magdeburg                              | 35                                           | 1972–1975                                    |

## Trainer der Juniorenauswahl
Am längsten verantwortlich für die DDR-Juniorennationalmannschaft war Rudolf Krause. Bevor er 1968 die Juniorenauswahl übernahm, war er ein torgefährlicher Oberligaspieler bei der BSG Chemie bzw. dem SC Lokomotive Leipzig sowie dem ZSK Vorwärts KVP Berlin und kam zweimal in der A-Nationalmannschaft zum Einsatz. Er betreute die Junioren neun Jahre und führte die Auswahl 1970 zum Sieg beim UEFA-Juniorenturnier. Von 1982 bis 1983 war Krause Trainer der A-Nationalmannschaft. Ende der 1970er-Jahre betreute auch Werner Basel die U-18 der DDR. Ebenfalls mehrere Jahre (1980–1983) war der langjährige Zweitligaspieler von Einheit Greifswald und Stahl Eisenhüttenstadt, Günter Rosenthal, Auswahltrainer der ostdeutschen Junioren. Ihm folgte Frank Engel, der das Juniorenteam bis 1988 betreute. Er begann seine Trainerlaufbahn beim DDR-Nachwuchs, war 1989 kurzzeitig gemeinsam mit Manfred Zapf und Heinz Werner für die A-Nationalmannschaft verantwortlich und später bei verschiedenen Vereinen der 2. Bundesliga tätig. Zuletzt war er DFB-Bundestrainer im Nachwuchsbereich.